# Kämmersbruch
Kämmersbruch war ein Ort im ostpreußischen Kreis Preußisch Eylau. Seine Ortsstelle gehört heute zum Munizipalkreis Rajon Prawdinsk (Stadtkreis Friedland (Ostpreußen)) in der russischen Oblast Kaliningrad (Gebiet Königsberg (Preußen)).

## Geographische Lage
Die Ortsstelle von Kämmersbruch liegt am Frisching-Fluss (russisch Prochladnaja) im südlichen Westen der Oblast Kaliningrad, 21 Kilometer nordöstlich der früheren Kreisstadt Preußisch Eylau (russisch Bagrationowsk) bzw. 15 Kilometer nordwestlich der jetzigen Rajonshauptstadt Prawdinsk (deutsch Friedland (Ostpreußen)).

## Geschichte
Gegründet wurde Kämmersbruch im Jahre 1701 auf ausgehauenem Waldland im Frisching-Forst als königliches Schatullgut. Etwa 70 Jahre kam das neue Gut als Domänenvorwerk zum Amtsgut Uderwangen (russisch Tschechowo). 1774 wurde es in „Erbpacht“ unbefristet verpachtet. 1790 waren 28 Einwohner im Gutsort Kämmersbruch gemeldet.
Im Jahre 1874 wurde Kämmersbruch in den neu errichteten Amtsbezirk Blankenau (russisch Jerschowo) im ostpreußischen Kreis Preußisch Eylau eingegliedert.
1885 wurde die Gutsgröße mit 261 Hektar angegeben, davon 32 Hektar Wald. Es gab fünf Wohngebäude, 18 Haushalte und 84 Einwohner. Im Jahre 1907 gehörte das Gut Paul Schröder, er verkaufte es in den 1910er Jahren an Herrn Kisker. Im Ersten Weltkrieg kam Kämmersbruch trotz kurzer russische Besetzung ohne Scäden davon. Infolge des Krieges und wegen schlechter Wirtschaftsführung geriet das Gut in Schwierigkeiten. 1919 erwarb es Benno Dultz, der Besitzer von Gut Fabiansfelde (russisch Newskoje), und brachte es wieder auf Niveau.
Am 30. September 1928 verlor Kämmersbruch seine Eigenständigkeit als Gutsbezirk und wurde in die Landgemeinde Grünbaum (russisch Sokolniki) eingegliedert. Benno Dultz verwaltete das Gut mit zuletzt 261,75 Hektar bis 1945.
In Kriegsfolge kam Kämmersbruch 1945 mit dem gesamten nördlichen Ostpreußen zur Sowjetunion. Danach^ verliert sich die Spur des Ortes, für den es keine russische Namensgebung und auch keine Zugehörigkeit zu einem Dorfsowjet gibt. Heute gilt der Ort als untergegangen. Seine Ortsstelle liegt im Bereich des Rajon Prawdinsk in der Oblast Kaliningrad der Russischen Föderation.

## Religion
Kämmersbruch war bis 1945 in den Sprengel Almenhausen (russisch Kaschtanowo) im Kirchspiel Almenhausen/Abschwangen eingepfarrt. Es gehörte zur Kirchenprovinz Ostpreußen der Kirche der Altpreußischen Union.

## Verkehr
Die kaum noch erkennbare Ortsstelle von Kämmersbruch ist auf Landwegverbindungen von Jerschowo (Blankenau) nach Sokolniki (Grünbaum) zu erreichen.